# Philipp Lothar Mayring
Philipp Lothar August Mayring, auch Philip Lothar Mayring (* 19. September 1879 in Würzburg; † 6. Juli 1948 in Leipzig) war ein deutscher Schauspieler, Regisseur und Drehbuchautor.

## Leben
Mayring machte 1898 Abitur am Wilhelmsgymnasium München und trat im selben Jahr erstmals in Heidelberg als Schauspieler auf. In Görlitz, Augsburg und München verkörperte er in den nächsten Jahren bedeutende Theaterfiguren wie Franz Moor in Die Räuber, die Titelfiguren von Faust, Othello, Cyrano de Bergerac und Orestes.
Frühzeitig arbeitete Mayring auch als Theaterregisseur und Filmregisseur. Im Januar 1923 gründete er mit dem Schriftsteller Paul Krauß die Luther-Film GmbH, um die Filmbiografie Martin Luther zu produzieren. 1928 ging er nach Hollywood, wo er bei Warner Bros. in drei Filmen als Schauspieler mitwirkte. In den dreißiger Jahren fand er seine Hauptaufgabe im Schreiben von Drehbüchern. In den verschiedensten Filmgenres wie Heimatfilmen, Filmkomödien und Melodramen war er aktiv. Einige Male übernahm er auch die Regie wie bei dem Propagandafilm Blutsbrüderschaft. Kurz vor Kriegsende wurde er auf die sogenannte „Gottbegnadeten-Liste“ gesetzt.
Nach dem Krieg wirkte Mayring beim Rundfunk Leipzig.

## Drehbuch
| - 1920: Das Geheimnis des Buddha (nur Regie) - 1921: Sklaven der Rache (nur Regie und Schauspieler) – Vera-Filmwerke - 1921: Das Geheimnis der grünen Villa (nur Regie und Schauspieler) – Vera-Filmwerke - 1921: Fremdenlegionär Kirsch (nur Regie und Schauspieler) – Bayrische Filmindustrie A. Ankenbrand - 1923: Martin Luther. Der Kampf seines Lebens (nur Produzent) - 1930: Der Tanz geht weiter (nur Schauspieler) - 1930: Rosenmontag - 1930: Das gestohlene Gesicht - 1931: Dämon des Meeres (nur Schauspieler) - 1931: Meine Frau, die Hochstaplerin - 1931: Das verlorene Paradies (auch Regie) - 1932: Ein toller Einfall - 1932: Une idée folle - 1932: Strich durch die Rechnung - 1932: Es wird schon wieder besser - 1932: Der schwarze Husar - 1932: Stupéfiants - 1932: Ein toller Einfall - 1932: Der weiße Dämon - 1932: Wenn die Liebe Mode macht - 1933: Ein gewisser Herr Gran - 1933: Des jungen Dessauers große Liebe - 1933: Unsichtbare Gegner - 1933: Heut’ kommt’s drauf an - 1933: Der Störenfried - 1933: Wie werde ich energisch? - 1934: Die kleinen Verwandten - 1934: Lockvogel - 1934: Lottchens Geburtstag - 1934: Die Freundin eines großen Mannes - 1934: Schloß Hubertus - 1934: Ein Mann will nach Deutschland - 1935: Einer zuviel an Bord - 1935: Der höhere Befehl - 1935: Der Mann mit der Pranke - 1935: Endstation | - 1935: Frischer Wind aus Kanada - 1935: Wenn die Musik nicht wär' - 1935: Das Mädchen vom Moorhof - 1936: Im Sonnenschein (Opernring) - 1936: Fahrerflucht - 1936: Liebeserwachen - 1936: Die Julika (Ernte) - 1937: Und du mein Schatz fährst mit - 1937: Tango Notturno - 1937: Patrioten - 1937: Der Schauspieldirektor - 1937: Mutterlied - 1938: Rote Orchideen - 1938: Die Nacht der Entscheidung - 1938: Andalusische Nächte - 1938: Moritat vom Biedermann - 1938: Eine Frau kommt in die Tropen - 1938: Die fromme Lüge - 1938: Geheimzeichen LB 17 - 1938: Träume sind Schäume - 1938: Die Umwege des schönen Karl - 1938: Ziel in den Wolken - 1939: Aufruhr in Damaskus - 1939: Alarm auf Station III (auch Regie) - 1939: Maria Ilona (Buch mit Richard Billinger & Werner Eplinius nach einem Roman von Oswald Richter-Tersik) - 1939: Flucht ins Dunkel - 1940: Donauschiffer - 1940: Die 3 Codonas (nur Filmnovelle) - 1941: Blutsbrüderschaft (auch Regie) - 1942: 5000 Mark Belohnung (auch Regie) - 1942: Himmelhunde - 1942: Der verkaufte Großvater - 1943: Wenn die Sonne wieder scheint - 1944: Ein schöner Tag (auch Regie) - 1944/49: Münchnerinnen (nur Regie) - 1945: Wir seh’n uns wieder (nur Regie) - 1953: Knall und Fall als Detektive |